# メリッサ・オフ・ダ・マー
メリッサ・オフ・ダ・マー（英語: Melissa Gaboriau Auf der Maur、1972年3月17日 - ）は、カナダのケベック州モントリオール出身のミュージシャン。ホール、スマッシング・パンプキンズのベーシストだったことで知られる。ミュージシャン以外にも、写真家・モデル・女優としての顔を持つ。

## 生い立ち
メリッサは1972年3月17日にカナダのケベック州モントリオールで生まれた。父親はドイツ系スイス人の血を引くジャーナリスト兼政治家であるニック・オフ・ダ・マー（オフ・ダ・マーとはドイツ語で壁の上という意味である）、母親のリンダはフランス語を学ぶためにモントリオールに移住したボストン生まれのアメリカ人で、カナダ初の女性ロックDJであり、現在は翻訳家として活躍している。当時ジャーナリストをしていたリンダはコンサートで知り合ったニックと一夜の関係を持ち妊娠したが、彼にはそのことを知らせないままメリッサを出産したため、メリッサは長らく実の父親を知らなかったという。幼少期の彼女は母親に連れられ、アフリカやロンドンを旅し、ヒッピーの多いボヘミアンな環境で育った。その後、彼女はアートスクールに入学し、写真を学ぶ傍ら、聖歌隊に所属したり、ピアノやトランペットを習うなど、音楽活動に高い関心を示すようになった。

## キャリア

### ミュージシャンへ
18歳になった彼女はコンコルディア大学で写真を専攻し始める。そして1991年7月、彼女は当時のルームメートだったブルースと一緒に当時初のカナダツアー中だったスマッシング・パンプキンズのモントリオール公演を観に行ったが、ブルースがヴォーカルのビリー・コーガンに野次を飛ばして喧嘩になったため、終演後にモントリオールを代表してビリーに謝罪したのをきっかけに文通を始めるようになった（ちなみにブルースは後にGodspeed You! Black Emperorのドラマーになっている）。
その後、パンプキンズのダーシーやホールのジル・エメリといった女性ベーシストに感銘を受けたメリッサは19歳で独学でベースを弾き始め、当時のボーイフレンドであったスティーヴ・デュランドらと共にティンカー(Tinker)というバンドを結成し、EPを1枚リリースした。ティンカーは1993年には再びモントリオールを訪れたパンプキンズの前座を務めるが、ビリーはメリッサの演奏スタイルやステージ上での存在感を気に入り、1994年6月に彼の元恋人のコートニー・ラヴがヴォーカルを務めるホールのベーシストにメリッサを推薦した。当時まだ大学生だったメリッサはボーイフレンドを残してアメリカに移住することに難色を示し一度はこのオファーを断るが、ビリーや父親のニック、そしてコートニーから直々に電話で説得を受け、大学を中退してホールに加入することを決意した。

### ホール時代
ティンカー時代に6,7回しかステージでの演奏経験がなかったメリッサのホールの一員としての初ライヴは、加入からわずか2週間後、65,000人を前にしてのイギリスのレディング・フェスティバル公演だった。彼女は緊張しながらもこの大役を難なくこなし、当時発売されたばかりだったホールのセカンド・アルバム、『リヴ・スルー・ジス』のツアーで世界中を回り、さらに演奏力を上げていった。1995年2月にはホールの新宿リキッドルーム公演を行うために初めて日本を訪れている。女性ミュージシャンには辛口なことで知られるコートニーですら、「メリッサは女神よ。彼女は世界中で最も素晴らしい共犯者でロックスターなんだから。彼女はあたしが知っている人の中で最もスタイリッシュな女性で、素晴らしいミュージシャンなの」とべた褒めするほどだった。
メリッサはその後、バンドメンバーとともにロサンゼルスに移住し、サード・アルバムのレコーディングを開始した。このアルバム、『セレブリティ・スキン』はリリースされるとビルボード・チャートで最高9位を記録し、グラミー賞に3部門に渡ってノミネートされるなど、ホールのアルバムの中で最高のセールスを記録。マリリン・マンソンとジョイント・ツアーを行うなど、ホールはバンドとしての絶頂期を迎えた（ちなみに、ホールは1999年度のフジ・ロック・フェスティバルのグリーン・ステージ出演が決まっていたが、コートニーが出演する映画の撮影スケジュールと出演日が重なったため、出演をキャンセルしている）バンド活動が多忙を極めるようになったちょうどその頃、メリッサはソロ活動を始めるためにホールを脱退することを決意するが、ある日彼女はビリーから電話をもらい、パンプキンズを脱退したダーシーの後任として、バンドに加入するように頼まれた。メリッサは多忙を理由に断りかけたが、ビリーがパンプキンズを解散させること、その前に世界中のファンのために最後のワールドツアーを行いたいことを告げられ、最終的に彼女は承諾した。メリッサは1999年10月にホールを正式に脱退、それから間もなくパンプキンズ加入を発表し、世界中のロック・ファンを驚かせた。

### スマッシング・パンプキンズ時代
メリッサのパンプキンズでの役割はあくまでツアー・ベーシストであったが、前任のダーシーを凌ぐヘヴィーなベース・プレイを披露し、2000年12月2日のシカゴでの最終公演まで、ほぼ1年間職務を全うした（ちなみに彼女は同年7月の日本ツアーのために来日し、広島を訪れた時は他のメンバーとともに原爆ドームを見学している。また、ほぼ同時期に当時彼女が交際していたフー・ファイターズのデイヴ・グロールがフジロック・フェスティバルで来日した際には行動を共にしている）

### ソロ活動
パンプキンズの解散後、2001年から彼女はニューヨークにあるチェルシー・ホテルに居を移し、"Nylon"や"Bust"といったファッション雑誌に写真を寄稿したり、モデルとして活動したり、当時ビリー・コーガンの恋人だった写真家のイェレナ・ヤムチュックと共にニューヨークで写真展を行ったりと、音楽だけにとどまらない活動を始めた。また、2001年10月にはパンプキンズのギタリストであるジェームス・イハの洋服ブランド、Vaperのカタログでモデルを務めただけでなく、原宿BEAMSで日本初の写真展、"THE KIDS ARE ALRIGHT"を行うためにジェームスと共に再び来日し、BEAMS店内でインストア・ライブを行った。その際、彼女の母親が早稲田大学の教授と知り合いだった縁で、同大学のカナダに関する特別講義にゲストとして出演している。そして2002年からはホールの最後のドラマーだった、サマンサ・マロニーや、パズ・レンチャンティン（ア・パーフェクト・サークル）、レディオ・スローン（ザ・ニード）とザ・チェルシーという、女性のみで構成されたバンドを始めたり、友人らとブラック・サバスのトリビュート・バンド、ハンド・オブ・ドゥームを結成し、ライブ・アルバムをリリースしたり、フランスのポップバンド、Indochineと共演し、彼女がヴォーカルのニコラとフランス語でデュエットした"Le Grand Secret"はフランス国内で9位を記録するなど、音楽活動が目立った。
彼女はソロ・アルバムの制作に取りかかるが、レコード会社と契約してからソロ・アルバムを完成させれば、上からの介入が入り、自分の望む作品が作れなくなると考え、自分の全財産をレコーディング費用に充て、アルバムを自主制作することを決意した。彼女は元恋人でティンカー時代のバンドメイトだったスティーヴ・デュランド、元ホールのエリック・アーランドソン、元パンプキンズのジェームス・イハ、クイーンズ・オブ・ザ・ストーン・エイジのジョシュ・オムとニック・オリヴェリなどのミュージシャンの友人や、ブラック・サバスのアルバムのプロデューサーとして知られるクリス・ゴスに協力を仰ぎ、オフ・ダ・マー名義で初めてのソロ・アルバム、『オフ・ダ・マー』を完成させた。彼女は結局、アメリカ国内ではキャピトル・レコードと契約し、まずは2004年2月に彼女の人気の高いヨーロッパで先にアルバムをリリースし、ツアーを行った。結果、アルバムはイギリスのチャートで最高31位を記録し、3枚のシングルも全て40以内に入るなどの健闘を見せた（2月16日に日本でもボーナストラック付きの日本盤が発売されている）そして彼女はアメリカでのプロモーションのため、ザ・キュアーが主催するツアーに参加したり、HIMなどの前座として全米をツアーし、ついに同年6月にアメリカでアルバムをリリースしたが、アルバムのセールスは最高187位とあまりふるわなかった。
ツアー終了後、メリッサは故郷のカナダに戻ってスティーヴらと共に2枚目のソロ・アルバムの制作を開始した。前作に引き続き、レコーディングにはクリス・ゴスやジェームス・イハ、ジョーディー・ホワイト（マリリン・マンソン）などが参加し、新たにリミックスにはアラン・モウルダーやマイク・フレイザーが、そしてゲスト・ボーカルとして彼女が長年のファンであるグレン・ダンジグが参加している。そして2006年、メリッサは再結成を発表したスマッシング・パンプキンズが新作のレコーディング中だと明かし、「自分がツアー中でなければ、喜んで力を貸す」と表明したが、結局、お互いのスケジュールが合わなかったためか、彼女の後任は元ハロー・フレンドリーズのジンジャー・レイエスが務めた。
2007年、メリッサは2枚目のソロ・アルバム、"Out Of Our Minds"（『アウト・オヴ・アワー・マインズ』）を完成させるが、キャピトル・レコードは実験的なこの作品に難色を示した。結局、同時期に社内での内紛があったこともあり、彼女は同レーベルを離脱した。その後、彼女は自身のレコード・レーベルであるMAdM Musicを立ち上げ、連動してグラフィック・ノベルや、彼女の公私共にパートナーであるトニー・ストーンが監督を手がけ同タイトルのコンセプト・フィルムをリリースすることを発表。同フィルムは2009年2月に行われたサンダンス映画祭に出品され、高評価を得、その後はカナダやアメリカの数都市で上映されている。また、この年にコートニーはホールの再結成を発表し、メリッサも参加するという噂が立ったが、メリッサは「コートニーの2枚目のソロアルバムのレコーディングに参加してくれるようにプロデューサーのマイケル・バインホーンを通して頼まれたことは事実だが、その後彼がレコーディングから離脱したため、自分は参加していないし、再結成の話も初耳だ」と加入を否定している。（ただし、メリッサは2011年3月に行われたホール時代のバンドメイトであるパティ・シュメルの人生を追ったドキュメンタリー映画 "Hit So Hard" のプレミアにホール全盛期のメンバーであるコートニー、エリック、パティらと共に出席しており、メンバー同士が不仲なわけではない）2010年にはアメリカ国外での配給元がロードランナー・レコードになることが決定し、3月30日に同アルバムが彼女の本名であるメリッサ・オフ・ダ・マー名義で発売されることになり、5月12日には日本盤が発売された。また、彼女は同年に製作されたアメリカ・カナダ合作映画、"Collaborator"（原題）にアリス・ロングフェロー役で出演している。
その後、メリッサは"Out Of Our Minds"のプロモーションのためにヨーロッパツアーを行い、そのツアーは2011年夏に終了したが、10月19日付のブログで実はその週に女児を出産予定だと初めて公表し、出産直前まで妊娠の事実を公にしなかった。
2015年現在、彼女はニューヨーク州ハドソンに夫と娘のリヴァー(River)と暮らしており、夫とともにバジリカ・ハドソンと名付けられたアート・パフォーミング・センターを経営している。2015年2月に行われたインタビューで彼女はスポットライトを浴びる生活が恋しいと思っておらず、最近あまりベースを弾いていないと答えるなど、音楽活動そのものを休止している模様である。

## 人物
シンガーのルーファス・ウェインライトやレナード・コーエンの娘のロルカはメリッサの幼なじみである。メリッサはルーファスのミュージック・ビデオやアルバムにゲストで参加している。
燃えるような赤毛が特徴的で、Nylon誌のインタビューで同じく赤毛だったエリザベス1世をスタイル・アイコンとして挙げている。
ホール時代から一貫してベースピックの裏にカナダの国旗がプリントされていたり、「私はカナダ国旗のタトゥーがある訳ではないけど、まるであるように感じているの」と語るほどにカナダ人であることを非常に誇りに思っている。
祖父母がスイスからの移民のため、カナダやアメリカだけでなく、スイスのパスポートも所有している（スイスでは祖父母がスイス人であれば、その孫が外国生まれでもスイスのパスポートを所有できる）彼女の祖母、テレジアはヨーデルの名手であり、『オフ・ダ・マー』にはアルバムの最後の曲のしばらく後に彼女のヨーデルがシークレットトラックとして収録されている。
フランス語が公用語のモントリオール生まれのため、フランス語と英語の両方を流暢にしゃべることができ、Indochineとのデュエットがヒットしたこともあってか、フランスでの人気も高い。
コートニーから一目を置かれるほどファッション・センスがあり、ハーパース・バザーやナイロンといった一流ファッション雑誌から取り上げられたこともあるほどだが、私服は古着屋やヴィンテージ・ショップで購入することが多いという。また、ファッション界との繋がりも深く、スーパーモデルのカレン・エルソンと一緒にダンジグの曲をデュエットしたり、オリヴィエ・ティスケンスのショーにモデルとして出演したこともある。
デイヴ・グロールのほか、アンドリュー・WKとも交際していた。
彼女はホール加入前にホールのライブを見たことがあり、彼女がバンドのローディーといちゃついていると、それを面白がったコートニーからからかわれたことがある。また、同じ年に友人らと一緒にグレイハウンドバスでニルヴァーナやパール・ジャムが出演するカウントダウンコンサートを見にサンフランシスコへ行った時、ショッピング中に古着屋で見つけた20ドルのベイビードール・ドレスを気に入ったが、当時貧しい大学生だった彼女は買うことができなかった。そして会場で彼ら一行はなんとかドラマーのデイヴ・グロールのゲストリストに名前があるはずだと言い張ってバックステージに潜り込み、そこでカート・コバーンに会っている。メリッサは彼のことを「当時のロック界で一番美しい男性だった」と思ったという。しばらくすると、彼の妻のコートニーが現れたが、コートニーはなんとメリッサが買いたがっていたドレスを着ていたため、メリッサはこの巡り合わせに非常に驚いたという（ちなみに、その後、メリッサはデイヴと付き合い、その会場でもプレイすることになる）。

## 使用機材
彼女が初めて手に取ったベースは、父親から19歳の誕生日祝いに貰った金で購入した1970年製の日本製スクワイアであり、ホールに加入してから現在に至るまで、ベースはフェンダーのプレシジョンベース、アンプはアンペグを愛用している。また、ソロになってからはレコーディングで自らギターを弾くようになり、ギブソンSGを使用するようになった（ザ・チェルシーではボーカル兼ギタリストとしてステージに立った）ソロになってからは、ライブではボーカルとベースに専念している。

## ディスコグラフィ

### ソロ・アルバム
- 『オフ・ダ・マー』 - Auf der Maur (2004年)
- 『アウト・オブ・アワー・マインズ』 - Out of Our Minds (2010年)

### 参加アルバム
- ティンカー : Green Machine (1994年) ※EP
- リック・オケイセック : 『トラブライジング』 - Troublizing (1997年) ※8曲目をのぞく全曲でベースとコーラスを担当
- ホール : 『セレブリティ・スキン』 - Celebrity Skin (1998年) ※全曲でベースとコーラスを担当
- スマッシング・パンプキンズ : 『ロットン・アップルズ、ザ・スマッシング・パンプキンズ・グレイテスト・ヒッツ』 - Rotten Apples (2000年) ※ボーナス・ディスク『Judas Ø』（レア・トラックス集） 12曲目のみベースを担当
- Various Artists : Shanti Project Collection 2 (2000年) ※コンピレーション・アルバム。ロキシー・ミュージックのカバーを含めた2曲が収録されている
- ルーファス・ウェインライト : 『ポーゼス』 - Poses (2001年) ※11曲目のみコーラスとベースを担当
- アンドシーヌ : Paradize (2002年) ※8曲目「Le Grand Secret」でベースとコーラスを担当
- Hand Of Doom : Live In Los Angeles - Black Sabbath Tribute (2002年) ※ボーカルを担当したブラック・サバスのカバーバンドのライブ・アルバム
- ライアン・アダムス : 『ロックンロール』 - Rock 'n Roll (2003年) ※12曲目のコーラスを担当
- ファウンテインズ・オブ・ウェイン : 『トラフィック・アンド・ウェザー』 - Traffic and Weather (2007年) ※1曲目のコーラスを担当
- Neverending White Lights : Act 2: The Blood and the Life Eternal (2007年) ※4曲目のコーラスを担当